# عائشة غل غوناي (ممثلة)
عائشة غل غوناي (بالتركية: Ayşegül Günay)‏ ممثلة تركية، ولدت في 9 نوفمبر عام 1969 في إسكي شهر التركية.
درست قسم المسرح في الكونسرفتوار في جامعة الأناضول، أشهر مسلسلاتها (لتحدث معجزة) بدور سانجاكتار، والمؤسس عثمان، وآخر أعمالها مسلسل زهرة الثالوث بدور فيسون أصلان بيه.

## أعمالها
بعض أعمالها:
- 2024 مسلسل محمد: سلطان الفتوحات (Mehmed: Fetihler Sultanı) بدور هيلينا دراجس.

- 2019 – 2020 مسلسل زهرة الثالوث  (Hercai)  بدور فيسون أصلان بيه.
- 2019 مسلسل   المؤسس عثمان (Kuruluş Osman) بدور زُهرة خاتون (شخصية خيالية).
- 2019 مسلسل فيردا  (Verda) بدور عدالة.
- 2019 فيلم الحب اللا واعى  (Şuursuz Aşk) بدور رفييه.
- 2006: سنوات الضياع.